# Cambarus thomai
Cambarus thomai е вид ракообразно от семейство Cambaridae. Видът не е застрашен от изчезване.

## Разпространение и местообитание
Разпространен е в САЩ (Западна Вирджиния, Кентъки, Охайо, Пенсилвания и Тенеси).
Обитава сладководни басейни и потоци.